# 明王寺 (徳島市)
明王寺（みょうおうじ）は、徳島県徳島市にある高野山真言宗の寺院である。山号は如意寶山。本尊は大日如来。
徳島二十四ヶ所地蔵霊場20番札所。徳島七福神霊場・布袋尊。

## 歴史
境内にある地蔵菩薩は空海によって作られたもので「しくびあ地蔵」と呼ばれている。
かつて布教に熱心な尼僧の前に観音が現れ、尼僧の行いを讃えた際にしくびわの名を与えたという伝承が残る。
また明王寺に隣接して徳島県立文学書道館と徳島市立徳島中学校がある。

## 交通
- JR「徳島駅」から徒歩で約15分。
- 徳島自動車道「徳島インターチェンジ」より車で約10分。